# Android Auto
是Google推出的專為汽車所設計之Android功能，其需要有線或無線方式連接Android 8.0(含)以上版本作業系統的手機使用。其預覽在2014年6月26日的Google I/O之开幕式主题演讲中被首度公之于众。該應用程式於2015年3月19日發布。

## 歷史
Android Auto僅在美國等少數國家及地區提供下載與服務。2018年11月台灣已經提供下載。2019年，Android Auto for Phone Screens推出。2020年12月，Google宣布將Android Auto擴展到歐洲、印尼等另外36個國家。香港地區自2021年1月27日強迫更新後便再不能使用。另外從Android 12開始， Android Auto for Phone Screens將無法使用，Android Auto仅适用于车载屏幕上。Google推薦用戶在手机上使用Google助理的驾驶模式。不過早於Android 12的Android系統依舊可以使用Android Auto。最新的Android 13更新後，Android Auto可以在香港恢復使用。Google於2022年5月宣布對Android Auto進行使用者介面重新設計，代號為CoolWalk，旨在簡化應用程式的使用，並使其更適應不同方向和長寬比的螢幕。重新設計採用了新的分割畫面佈局，Google地圖可以與音樂播放器一起顯示。CoolWalk最初計劃於2022年第三季推出。2022年11月，CoolWalk使用者介面在Android Auto的測試版程式中發布。

## 功能
Android Auto旨取代汽车制造商之原生车载系统来執行Android應用與服務並訪問與存取Android手機內容。该产品的首个版本计划于2014年发布，最早会出现在一些制造商的汽车展览上。
目前，Android Auto能够与Android设备整合的几项功能有：
- Google助理（原為Google Now）：個人智慧助理
- Google地圖：衛星定位與語音導航
- 音乐控制：透過Google Play音樂或Pandora、Spotify 等音樂應用程式存取音樂。
- 語音操作

同時開放API與開發者，初期將會有以下第三方應用程式支援：
- iHeartRadio
- Joyride
- MLB
- Pandora
- Pocket Casts
- Songza
- Spotify
- Stitcher
- TuneIn
- Umano

### 車用硬體支援
隨著Android Auto，司機的移動設備將有一些傳感器和輸入裝置：
| 車用硬體             | 提供給移動設備 |
| -------------------- | -------------- |
| GPS和高品質的GPS天線 | 是             |
| 方向盤控制           | 是             |
| 音響系統             | 是             |
| 定向揚聲器           | 是             |
| 定向麥克風           | 是             |
| 輪速                 | 是             |
| 指南針               | 是             |
| 汽車數據             | 開發中         |
| 手機天線             | 是             |

## 可用國家/地區
截至2022年2月, Android Auto在47個國家/地區可用:
- 阿根廷
- 澳大利亞
- 奧地利
- 比利時
- 玻利維亞
- 巴西
- 加拿大
- 智利
- 哥倫比亞
- 哥斯大黎加
- 捷克共和國
- 丹麥
- 多明尼加共和國
- 厄瓜多
- 法國
- 德國
- 瓜地馬拉
- 印度
- 印尼
- 愛爾蘭
- 以色列
- 義大利
- 日本
- 墨西哥
- 荷蘭
- 紐西蘭
- 挪威
- 巴拿馬
- 巴拉圭
- 秘魯
- 菲律賓
- 波蘭
- 葡萄牙
- 波多黎各
- 俄羅斯
- 塞爾維亞
- 新加坡
- 南非
- 韓國
- 西班牙
- 瑞典
- 瑞士
- 臺灣
- 泰國
- 土耳其
- 英國
- 美國
- 烏拉圭
- 委內瑞拉

## 汽车制造商与品牌
在2014年Google I/O的主题演讲上，Google部分汽车制造商自2014年起将着手参与的功能实施，主要的系統開發供應商有Pioneer、KENWOOD、Panasonic。主要支持的汽車製造商如下：
- Abarth
- 讴歌
- 愛快羅密歐
- 阿斯顿·马丁
- 奥迪
- 賓利
- 宝马
- 宝沃
- 别克
- 比亞迪
- 凯迪拉克
- 雪佛蘭
- 克萊斯勒
- 雪鐵龍
- 達契亞
- 道奇
- DS
- 法拉利
- 菲亞特
- 福特
- 捷尼賽斯
- GMC
- 霍頓
- 本田
- 現代
- Infiniti
- 威凱
- 捷豹
- 吉普
- 卡爾瑪
- 起亞
- 藍寶堅尼
- 荒原路華
- 凌志
- 林肯
- 馬璽達
- 馬魯蒂鈴木
- 瑪莎拉蒂
- 馬自達
- 梅賽德斯-賓士
- 三菱
- 日產
- 歐寶
- 寶獅
- 保時捷
- 公羊貨車
- 雷諾
- 西亞特
- 斯柯達
- Smart
- 雙龍
- 速霸陸
- 鈴木
- 塔塔
- 丰田
- 佛賀
- VinFast
- 大众
- 富豪